# In God We Tru$t
 In God We Tru$t és una comèdia estatunidenca dirigida per Marty Feldman el 1980.

## Argument
Però Ambroise és un ingenu que surt per primera vegada del monestir on va ser abandonat quan era un bebè. Dirigida per un predicador dels barris més sòrdids de Los Angeles, Ambroise comença per iniciar-se a l'amor amb Marie, una prostituta...

## Repartiment
- Marty Feldman: Germà Ambrose
- Peter Boyle: Dr. Sebastian Melmoth
- Andy Kaufman: Armageddon T. Thunderbird
- Louise Lasser: Mary
- Richard Pryor: Deu
- Wilfrid Hyde-White: Abat Thelonious
- Severn Darden: El capellà